# 基茲區
基茲區是阿塞拜疆的一個區，位於該國東部，臨裡海。面積1,850平方公里，1991年人口12,565人。首府基茲。
1930年建區，1956年被劃入蘇姆蓋特，1963年被劃入阿布歇隆區。1990年恢復。